# Schlacht bei Anzen
Frühe Schlachten
Mu'ta – Tabūk – Dathin – Firaz
Arabische Eroberung der Levante
Qartin – Bosra – Adschnadain – Mardsch ar-Rahit – Fahl – Damaskus – Mardsch ad-Dibadsch – Emesa – Jarmuk – Jerusalem – Hazir – Aleppo
Arabische Eroberung Ägyptens 
Heliopolis – Alexandria – Nikiou
Umayyadische Eroberung Nordafrikas
Sufetula – Vescera – Karthago
Umayyadidische Invasion Anatoliens
 und Konstantinopels
Eiserne Brücke – Germanikeia – 1. Konstantinopel – Sebastopolis – Tyana – 2. Konstantinopel – Nikäa – Akroinon
Arabisch-byzantinischer Grenzkrieg
Kamacha – Kopidnadon – Krasos – Anzen und Amorion – Mauropotamos – Lalakaon – Bathys Ryax
Sizilien und Süditalien
1. Syrakus – 2. Syrakus – Feldzüge des Maniakes
Byzantinischer Gegenschlag
Marasch – Raban – Andrassos – Feldzüge des Nikephoros Phokas – Feldzüge des Johannes Tzimiskes – Orontes – Feldzüge Basileios’ II. – Azaz
Seeoperationen
Phoinix – Muslimische Eroberung Kretas – Thasos – Damiette – Thessalonike – Byzantinische Rückeroberung Kretas
Die Schlacht bei Anzen oder Dazimon wurde am 22. Juli 838 bei Anzen oder Dazimon (altgriechisch Δαζιμῶν, heutiges Dazman, Türkei) zwischen den Truppen des Byzantinischen Reichs und denen des Abbasidenkalifats ausgetragen. Die Abbasiden hatten eine große Streitmacht als Vergeltung für die Erfolge des byzantinischen Kaisers Theophilos im Jahr zuvor aufgestellt. Ihr Ziel war die Eroberung Amorions, eine der damals größten Städte des Byzantinischen Reichs. Bei Dazimon traf Theophilos auf eine kleinere Armee unter General Afschin. Das zahlenmäßig überlegene byzantinische Heer war anfangs erfolgreich, doch als der Kaiser die persönliche Führung eines Angriffes übernahm, führte sein Verschwinden von seinem üblichen Posten zu einer Panik unter den Byzantinern, die seinen Tod fürchteten. Gleichzeitig gingen Afschins türkische berittene Bogenschützen zum Angriff über, was die Flucht vieler byzantinischer Kontingente bewirkte. Theophilos war eine Zeit lang auf einer Hügelkuppe mit seiner Leibwache von Feinden eingeschlossen, konnte aber entkommen. Die Niederlage ebnete den Arabern den Weg zur Plünderung von Amorion wenige Wochen später, einer der schwersten Niederlagen des Byzantinischen Reiches im Kampf mit den Arabern.

## Hintergrund
Zum Zeitpunkt der Thronbesteigung des jungen Theophilos (829) hatte das Byzantinische Reich zweihundert Jahre lang fast ununterbrochen Krieg mit den Arabern geführt. Theophilos, ein überzeugter Ikonoklast, versuchte seine religiöse Politik durch militärische Erfolge gegen das Abbasidenkalifat abzusichern, den Hauptfeind im Osten des Reiches. Durch eine Reihe moderat erfolgreicher Feldzüge gegen das Kalifat konnte er sich in die Tradition der antiken römischen Kaiser rücken. Im Jahr 837 führte Theophilos persönlich einen Feldzug im Gebiet am Oberlauf des Euphrats, wobei er die Städte Arsamosata und Sozopetra – den Geburtsort des abbasidischen Kalifen al-Mu'tasim – plündern ließ und Melitene zur Zahlung von Tribut und zum Stellen von Geiseln zwang.
Zur Vergeltung entschloss sich al-Mu'tasim zu einer größeren Strafexpedition gegen Byzanz, deren Ziel die Eroberung der beiden wichtigsten byzantinischen Städte in Anatolien war: Ankyra und Amorion. Letzteres war wahrscheinlich zu dieser Zeit die größte Stadt Kleinasiens und Herkunftsort der kaiserlichen Familie (amorische Dynastie) und daher von symbolischer Bedeutung; den Chroniken zufolge malten al-Mu'tasims Soldaten das Wort „Amorion“ auf ihre Schilde und Banner. Eine große Armee wurde in der Stadt Tarsus versammelt, die in zwei Abteilungen gespalten wurde: Der nördliche Arm unter Afschin sollte das Thema Armeniakon von Melitene aus angreifen, wozu er seine Truppen mit denen des Emirs der Stadt, Omar al-Aqta, verbinden sollte. Der südliche Teil sollte unter der Führung des Kalifen die Kilikische Pforte nach Kappadokien durchschreiten und auf Ankyra marschieren. Nach dem Fall der Stadt sollten sich beide Heeresteile vereinen und nach Amorion weitermarschieren. Afschins Heer umfasste Skylitzes zufolge das gesamte arabische Feldheer Armeniens und war etwa 20–30.000 Mann stark, davon etwa 10.000 türkische berittene Bogenschützen.
Theophilos wurde früh von den Plänen des Kalifen in Kenntnis gesetzt und marschierte seinerseits im Juni von Konstantinopel los. Seine Armee umfasste die thematischen Truppen von Anatolikon, möglicherweise auch von europäischen Themen sowie die kaiserlichen Elite-Tagmata, außerdem eine Gruppe persischer und kurdischer Churramiten. Unter ihrem Anführer Nasr (der zum Christentum konvertiert und als Theophobos getauft worden war) war dieses Volk der religiösen Verfolgung durch die Muslime entflohen und zum Byzantinischen Reich übergelaufen. Aus ihm rekrutierte sich das so genannte „persische Turma“. Während er in Dorylaion sein Lager aufschlug, schickte der Kaiser ein starkes Heer zur Verstärkung der Garnison von Amorion, während er selbst mit den restlichen Truppen (etwa 25.000 Mann) aufbrach, um den Arabern hinter der Kilikischen Pforte den Weg zu versperren.

## Schlacht

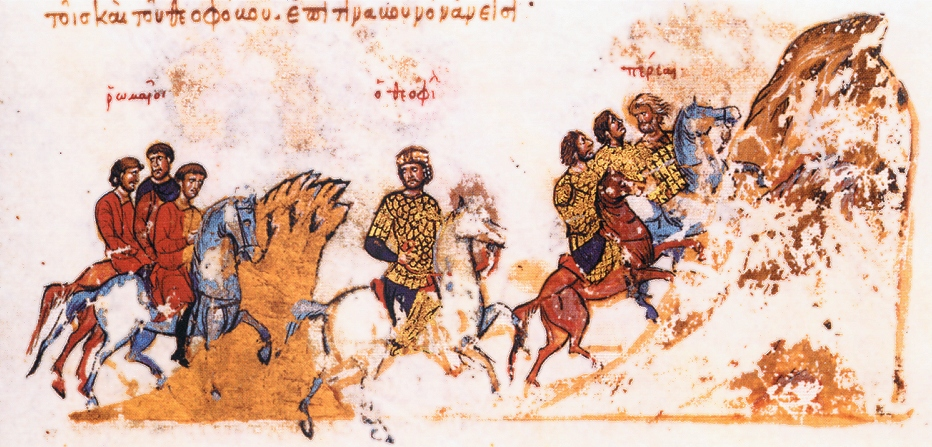
Die byzantinische Armee zieht sich in Richtung eines Berges zurück: Madrider Bilderhandschrift des Skylitzes.

Mitte Juni überquerte Afschin das Anti-Taurusgebirge und lagerte beim Fort Dazimon, zwischen Amaseia und Tokate, ein strategisches Gebiet, das dem byzantinischen Heer auch als Sammelplatz (Aplekton) diente. Wenige Tage später, am 19. Juni, rückte die Vorhut der abbasidischen Hauptarmee auf byzantinisches Gebiet vor. Theophilos wurde Mitte Juli von diesen Bewegungen in Kenntnis gesetzt. Obwohl Afschins Kontingent kleiner war als das des Kaisers, drohte es die Nachschublinien der byzantinischen Hauptarmee abzuschneiden. Daher ließ Theophilos nur eine kleine Streitmacht zur Aufhaltung der Armee des Kalifen zurück und marschierte dann ostwärts, um Afschin abzufangen. Am 21. Juli kam die byzantinische Armee in Sichtweite der Araber und versammelte sich auf einem Hügel in der Ebene von Dazimonitis (südlich von Dazimon) namens Anzen (altgriechisch Ἀνζῆν).
Obwohl die wichtigsten Befehlshaber des Kaisers, Theophobos und der Domestikos ton scholon Manuel, beide zu einem nächtlichen Überraschungsangriff rieten, ließ der Kaiser die Truppen bis zum Anbruch des nächsten Morgens warten. Die byzantinische Armee griff also im Morgengrauen an und war anfangs erfolgreich: sie konnte einen Flügel des feindlichen Heeres zurücktreiben und tötete dabei 3000 Araber. Am Mittag entschloss sich Theophilos, den anderen Flügel zu verstärken, und kommandierte 2000 Byzantiner und das „persische“ Regiment auf diese Seite, wobei er seinen Platz hinter der zentralen Schlachtreihe aufgab. In diesem Moment begann Afschin aber mit einem wilden Gegenangriff, der die angreifenden Byzantiner zurückwarf. Als diese zugleich das Fehlen des Kaisers bemerkten, zogen sie sich auf breiter Front ungeordnet zurück; einige flohen sogar bis nach Konstantinopel und brachten das Gerücht vom Tod des Kaisers mit sich. Einige Einheiten konnten sich aber anscheinend geordnet zurückziehen und bei einem Chiliokomon genannten Ort neu sammeln.
Theophilos fand sich mit seinen Leibwache-Tagmata und den Churramiten auf dem Hügel Anzen eingekreist. Die Araber begannen mit der Belagerung des Hügels, die Byzantiner wurden aber von einem plötzlichen Regen gerettet, der die türkischen Bögen unbrauchbar machte. Afschin befahl nun das Heranschaffen von Katapulten, um die byzantinische Stellung zu beschießen. Zur selben Zeit wurde Theophilos von seinen Offizieren zum Rückzug überzeugt, da sie einen Verrat der Churramiten fürchteten. Nachdem sie durch die arabischen Linien gebrochen waren und dabei einen hohen Blutzoll bezahlt hatten (die Quellen nennen entweder Manuel oder Theophobos als Retter des Kaisers in Lebensgefahr), konnten Theophilos und seine Truppen Chiliokomon erreichen, wo der Kaiser seine verbliebene Armee neu ordnete.

## Nachwirkungen

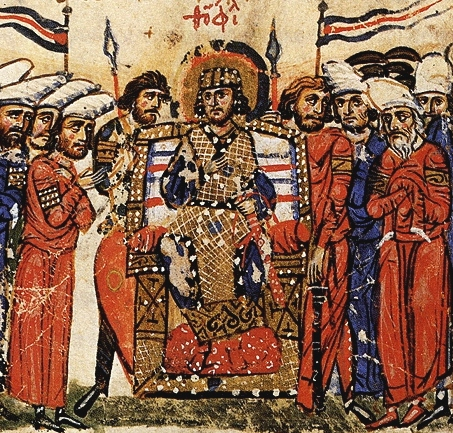
Der Kaiser Theophilos und sein Hofstaat, aus der Madrider Bilderhandschrift des Skylitzes

Nach dieser Niederlage und mit den Gerüchten über Theophilos’ Tod war seine Stellung als Kaiser in Gefahr. Er brach die Kampagnen ab und zog sich nach Dorylaion zurück; von dort aus machte er sich auf den Weg nach Konstantinopel. Ankyra wurde sich selbst überlassen und wenig später am 27. Juli von den Arabern geplündert. Die vereinigte abbasidische Armee konnte ungehindert nach Amorion marschieren und die Stadt nach zwei Wochen einnehmen. Die Bevölkerung, die die Belagerung und Plünderung überlebte (wenig mehr als die Hälfte der ehemals 70.000 Einwohner), wurde versklavt. Obwohl der Fall der Stadt sowohl auf materieller als auch symbolischer Ebene eine der größten byzantinischen Katastrophen im 9. Jahrhundert markierte, blieben unmittelbare militärische und politische Folgen für Byzanz aus, da die Abbasiden wegen innenpolitischer Probleme den Rückzug antreten mussten und somit den Erfolg nicht ausnutzen konnten.
Gleichzeitig musste Theophilos eine Revolte des Theophobos’ und seiner Kurden bewältigen. Als Gerüchte über Theophilos’ Tod die Hauptstadt erreicht hatten, wurde Theophobos als neuer Kandidat gehandelt. Er war über Heirat mit Theophilos verschwägert und anscheinend ein Ikonodule. Als der Kaiser Konstantinopel erreichte, bestellte er seinen General zu sich, doch dieser floh aus Angst nach Sinope, wo er zum Kaiser ernannt wurde. Trotzdem wurde Theophobos zur Aufgabe überzeugt und seine persischen Truppen aufgelöst und über das Reich verteilt.
Der Ikonoklasmus trug Schäden davon, weil sich dieser auf die militärischen Erfolge seiner Agitatoren stützte. Kurz nach Theophilos’ plötzlichem Tod 842 obsiegte die Orthodoxie und die Bilderverehrung wurde wiederhergestellt.
Erwähnenswert in der Schlacht von Anzen waren auch die Probleme der Byzantiner gegen berittene Bogenschützen. Es war zudem das erste Aufeinandertreffen der Byzantiner mit türkischen Soldaten, deren Nachkommen ab dem 11. Jahrhundert zum Hauptfeind Byzanz’ im Osten werden sollten.